# Setge de Brihuega
La batalla de Brihuega va tenir lloc el 8 de desembre de 1710 durant la Guerra de Successió Espanyola. La rereguarda de l'exèrcit aliat que es retirava de Madrid, composta per les tropes britàniques liderades per Lord James Stanhope, va ser atacada i derrotada per l'exèrcit franco-espanyol al comandament de Lluís Josep de Borbó-Vendôme.
Stanhope es va rendir juntament amb gairebé tots els seus homes supervivents i va ser fet presoner. Només un petit destacament anglès va aconseguir arribar a Barcelona, i després de la Batalla de Villaviciosa, l'aliança formada al voltant de la Casa d'Habsburg va començar a ensorrar.

## Antecedents
Després de les victòries a la batalla d'Almenara el 27 de juliol i a la batalla de Monte de Torrero el 20 d'agost, els aliats, partidaris de l'arxiduc Carles, van conquerir Madrid per segona vegada i el 21 de setembre l'arxiduc entrava a la ciutat.
La invasió de 1710 va resultar ser una repetició de la de 1706. L'exèrcit aliat, que comptava inicialment amb 23.000 homes, va patir unes 2.000 baixes entre morts i ferits després de les batalles d'Almenara i Monte de Torrero, les malalties i les accions guerrilleres rebaixar encara més el seu nombre, de manera que la força resultant, sense ajuda portuguesa, era totalment incapaç d'ocupar militarment Castella.
Les tropes espanyoles es van reorganitzar sota el comandament de Lluís Josep de Borbó-Vendôme, enviat a les ordres de Felip V d'Espanya pel seu avi, i a aquestes es van sumar els soldats de la Brigada Irlandesa, així com diversos francesos que es van allistar al servei d'Espanya.
La posició dels aliats a Madrid, evacuada per gairebé tota la població civil exceptuant als sectors més pobres, era insostenible. El 9 de novembre es va procedir a abandonar la ciutat, iniciant la seva retirada seguint el curs del Tajo cap a Catalunya. L'Arxiduc és a l'avantguarda de l'exèrcit juntament amb 2.000 genets, arribant a Barcelona a marxes forçades. La resta de l'exèrcit va avançar separat en dos grups a causa de les dificultats per aprovisionar a les forces sobre el terreny si es mantenien unides. El general Guido Starhemberg liderava el cos principal, d'uns 12.000 homes, avançant a un dia de marxa de les tropes britàniques, vuit batallons i vuit esquadrons uns 5.000 homes a les ordres de James Stanhope.
Assabentat de l'inici de la retirada, Lluís Josep de Borbó-Vendôme va partir de Talavera de la Reina amb el gruix de les forces sota el seu comandament, una mica més de 20.000 homes, i va començar la persecució de l'exèrcit aliat en retirada, amb sorprenent velocitat i intensitat. Les tropes van marxar dia i nit, creuant nedant i en barcasses al riu Henares, i en tan sols uns dies va atrapar el petit grup de rereguarda anglès liderat per Stanhope.
El 7 de desembre, un grup de reconeixement castellà de 1.200 homes fou obligat a retrocedir, i l'endemà, tropes de cavalleria de Melchor de Avellaneda Sandoval, el marquès de Valdecañas, que es van apoderar dels ponts del Tajo, foren detectades, però Stanhope no creia en una aproximació de l'exèrcit franco-espanyol tan ràpida, i pensava que les tropes detectades eren guerrillers de Feliciano de Bracamonte i José Vallejo, així que va decidir aturar-se en Brihuega per donar un descans a les tropes.

## Batalla

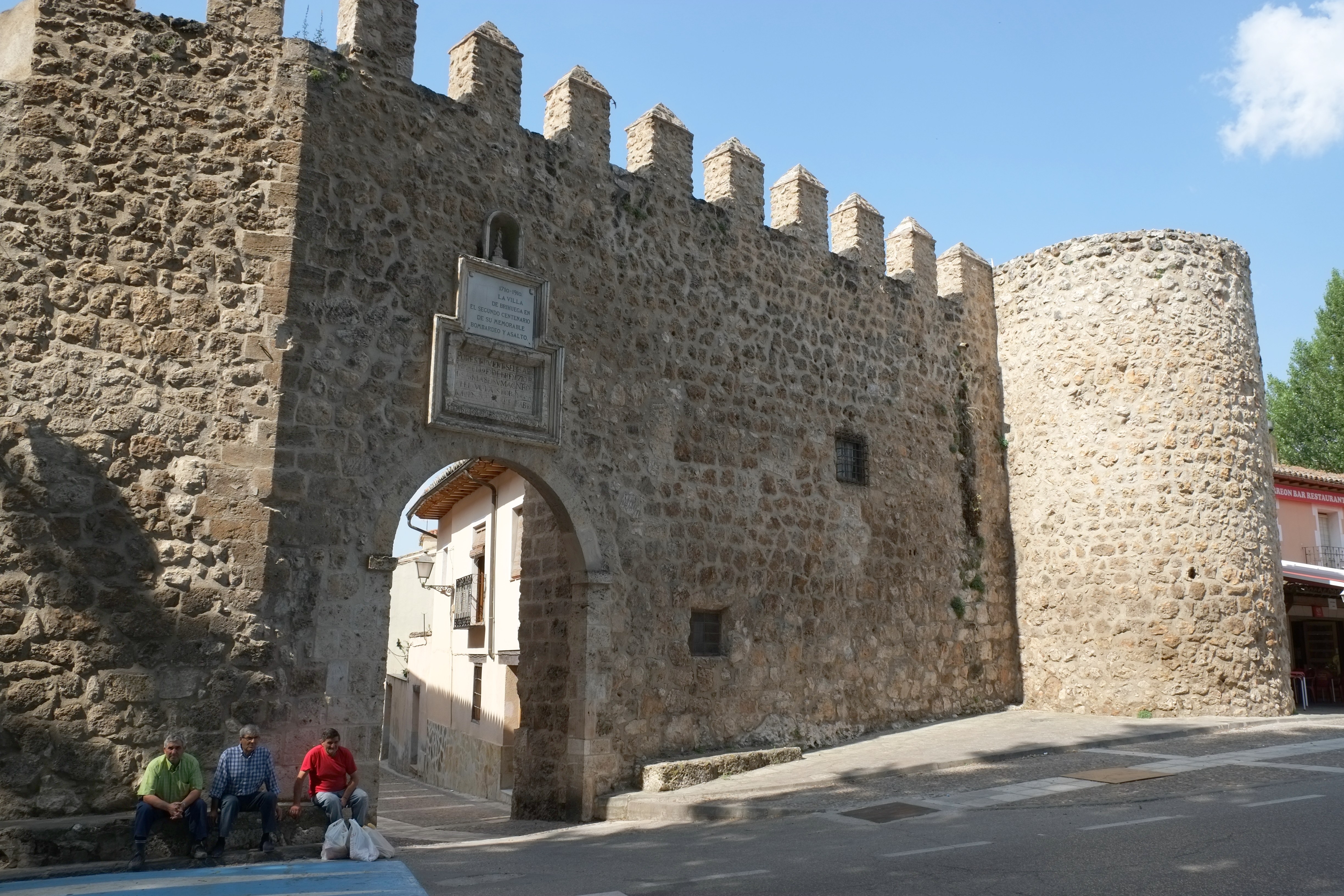
Brihuega

El 8 de desembre, Brihuega va patir un bombardeig de projectils des de les muntanyes que encerclen la ciutat, des de les bateries muntades durant la nit, i agafat gairebé per sorpresa, James Stanhope a penes va tenir temps d'enviar un missatger al gruix de l'exèrcit, que es trobava gairebé a un dia de marxa de Brihuega, abans que Lluís Josep de Borbó-Vendôme. Les tropes britàniques es van atrinxerar al poble rere el mur musulmà, i muntant barricades als carrers, esperant poder resistir fins que arribés l'ajuda, mentre l'exèrcit franco-espanyol, superior en una proporció de més de 5 a 1, els envoltava gairebé per complet.
L'endemà es va llançar l'assalt per tots els fronts, amb la pressa per evitar l'arribada de les tropes de Guido Starhemberg. Les muralles van ser batudes amb foc d'artilleria, i una bateria va aconseguir fer saltar la porta de la ciutat. En l'assalt subsegüent, els soldats anglesos van mantenir un foc gran sobre els atacants, causant-los tremendes baixes, i defensant a la baioneta carrer per carrer a l'esgotar la pólvora. Després de rebutjar diverses onades, amb l'ala dreta atacada per Melchor de Avellaneda Sandoval, bloquejant el camí que podia agafar Starhemberg, i el centre per l'italià Feliciano Bracamonte, i conscient que la defensa era impossible, Stanhope va negociar la rendició, i la tarda del 9 de desembre els supervivents del seu grup es rendien en termes honorables.

## Resultat
Al cap de poc d'haver signat les condicions de capitulació, Lluís Josep de Borbó-Vendôme va rebre notícies de l'aproximació de Guido Starhemberg al comandament de la resta de l'exèrcit aliat, en un intent d'auxiliar a Stanhope. Tot seguit va procedir a encaminar-se a Villaviciosa de Tajuña, on els va enfrontar l'endemà, 10 de desembre, en la que seria anomenada Batalla de Villaviciosa.
Les derrotes aliades a Brihuega i Villaviciosa, juntament amb la mort de Josep I propiciaren l'acceptació del monarca borbònic sobre les espanyes peninsulars per equilibrar els poders a Europa. Els soldats anglesos no van romandre durant molt temps com a presoners de guerra, l'octubre de 1711 van ser canviats i portats de tornada a Anglaterra.